# NGC 7791
NGC 7791 is een dubbelster in het sterrenbeeld Pegasus. Het hemelobject werd op 10 oktober 1830 ontdekt door de Britse astronoom John Herschel.